# Castello di Arenberg
Il castello di Arenberg, in fiammingo Kasteel van Arenberg, è un castello che sorge nel quartiere di Heverlee, a Lovanio, in Belgio.

## Storia e descrizione

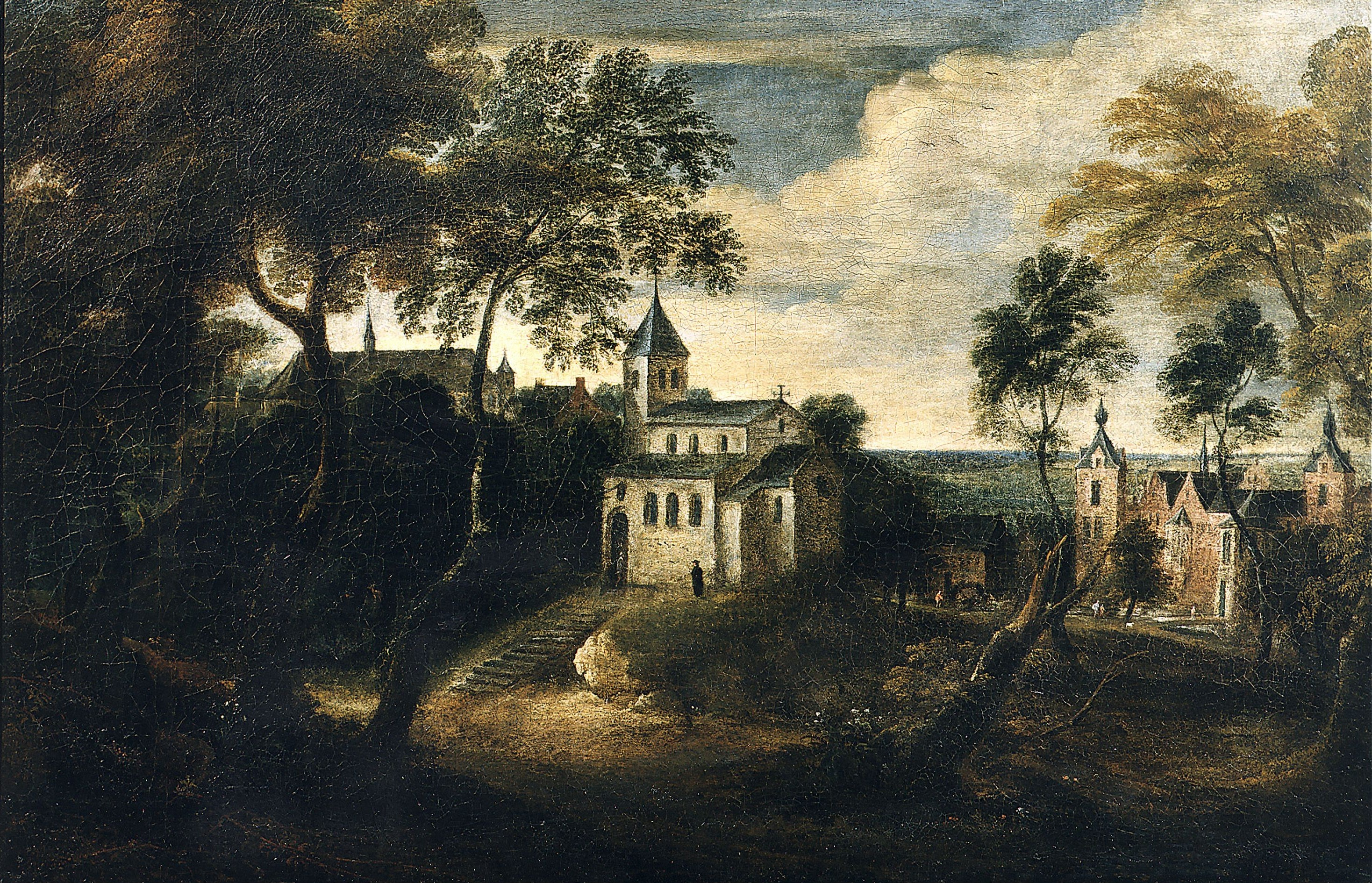
Veduta del castello nel XVII secolo.

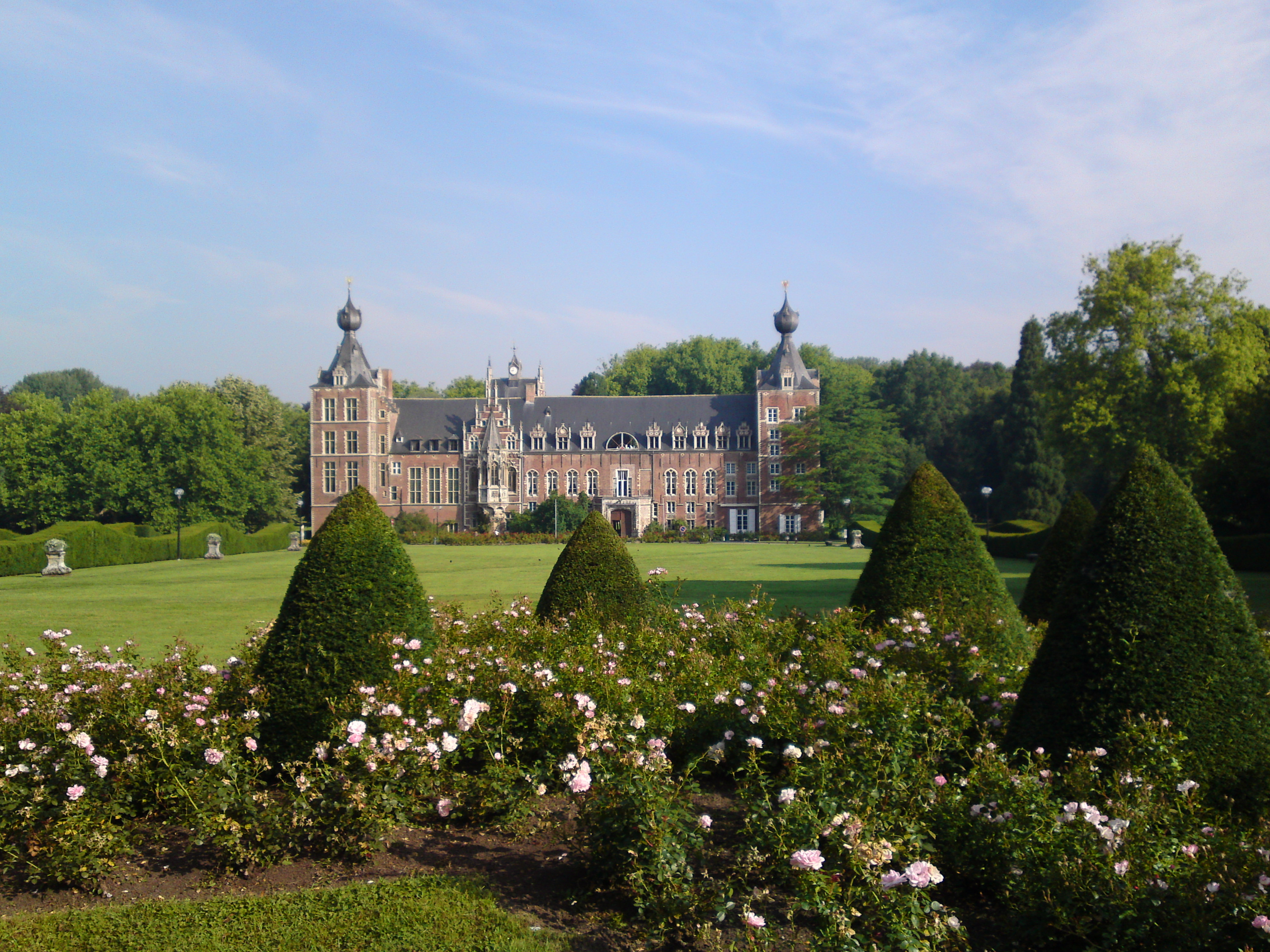
Veduta del Castello con il parco.

Fin dal XII secolo il castello è appartenuto ai signori di Heverlee i quali, per motivi finanziari, furono costretti a cedere la proprietà nel 1445 alla famiglia Croÿ, provenienti dalla Piccardia. Guglielmo di Croÿ demolì il castello medioevale per edificarvi progressivamente, sulle sue fondamenta, un nuovo edificio più vicino ad una residenza signorile che ad un fortilizio. Il complesso venne costruito nella prima metà del XVI secolo in uno stile di transizione dal gotico al rinascimentale fiammingo.
Guglielmo inoltre cedette una parte della tenuta ai monaci Celestini, per farvi edificare il loro monastero. Sarà la sola fondazione di questo ramo dell'ordine dei Benedettini nei Paesi Bassi meridionali.
Quando, nel 1612, l'ultimo duca Charles III de Croÿ  muore senza eredi, il castello passa alla sorella Anne, già moglie del tedesco duca Carlo d'Arenberg. Con questa eredità il Casato di Arenberg divenne la più influente e la più ricca famiglia nobile dei Paesi Bassi meridionali.
Gli Arenberg tennero il castello fino alla prima guerra mondiale, quando il duca Engelberto Maria d'Arenberg, cittadino dell'Impero tedesco, ottenne il comando della VII armata dell'esercito tedesco. Prima ancora era stato dal 1903 (al 1918) anche membro della Camera dei Signori (Herrenhaus) del parlamento prussiano oltre che (1909-1912) del parlamento imperiale (e anche, nel 1917-19, del parlamento regionale di Vestfalia). Con la disfatta della Germania il castello venne confiscato dallo Stato belga nel 1919 proprio per questi legami.
Con il suo parco di 29 ettari divenne in seguito proprietà della Katholieke Universiteit Leuven (Università Cattolica di Lovanio) e adibito a campus della facoltà di ingegneria e di scienze fisiche applicate. Nel complesso hanno sede anche il dipartimento di architettura, urbanesimo e gestione del territorio, e il Centro Raymond Lemaire per la Conservazione.